# 狄超白
狄超白（1910年—1977年11月7日），原名狄幽青，江苏溧阳人，中华人民共和国政治人物。
早年考入南京中央大学政治系，后参与运动被判刑。1934年被保释。1937年任沈钧儒创办的《抗战周刊》主编，之后转战重庆、香港等地，担任中共香港工作委员会学术小组组长，兼香港达德学院教授。1949年，担任中央财政经济委员会统计处处长、北京大学经济系教授。1953年，任国家统计局综合处处长。1958年遭受错误处分，被开除党籍。1977年11月7日逝世。1978年平反。